# لوگوراما
لوگوراما یک فیلم کوتاه انیمیشن فرانسوی در سال ۲۰۰۹ است که با کمک بیش از ۲۰۰۰ آرم، نشان و برند تجاری رویدادی کوتاه را در شهر لس آنجلس به تصویر می‌کشد.  این فیلم موفق به کسب جایزه بهترین پویانمایی کوتاه در جشنواره کن در سال ۲۰۰۹ و جایزه اسکار بهترین پویانمایی کوتاه در هشتاد و دومین دوره جوایز اسکار سال ۲۰۱۰ شد. 